# Zamek w Bytowie
Zamek w Bytowie – gotycki zamek krzyżacki z lat około 1398-1402 będący początkowo siedzibą prokuratora krzyżackiego, a następnie własnością książąt pomorskich. Zamek znajduje się w Bytowie (województwo pomorskie).

## Historia
Zamek krzyżacki
W 1329 roku zakon krzyżacki kupił ziemię bytowską. Około 1398 roku Krzyżacy zaczęli budować w Bytowie murowany zamek, na wzniesieniu w południowo-wschodniej części miasta. Znajdował się on przy zachodniej granicy państwa zakonu krzyżackiego. Wykonano prace ziemne, a do 1398 roku gromadzono materiały budowlane. Właściwe prace budowlane przeprowadzono w latach 1398–1402, a około w 1404 roku brał w nich udział znany budowniczy Mikołaj Fellenstein. Podczas budowy wielokrotnie wizytował go wielki mistrz Konrad von Jungingen. Od 1404 do 1406 roku trwały prace wykończeniowe. Zamek wzniesiono na planie prostokąta o wymiarach 52,5×72,5 metrów z kamieni eratycznych i cegły. Zamek był jednym z najpóźniej zbudowanych zamków krzyżackich i przy jego projektowaniu uwzględniono rozwój broni palnej. W narożach do 1399 roku powstały 3 okrągłe baszty ze strzelnicami (Młyńska, Różana oraz Polna), które pierwotnie były w dolnych kondygnacjach otwarte na dziedziniec co pozwalało wietrzyć dymy po ostrzale z broni prochowej. Wieże zbudowane na zamku w Bytowie są pierwszymi znanymi tego rodzaju wieżami przystosowanymi do użycia broni palnej w środkowej Europie; były poprzednikami bastei. W czwartym narożniku powstała połączona z Domem Głównym kwadratowa wieża (Prochowa), która została wysadzona przez Szwedów w 1656 roku podczas potopu szwedzkiego i zrekonstruowana w latach 30. XX w.. 
Przy skrzydle północno-zachodnim postawiono trzypiętrowy, podpiwniczony gotycki dom mieszkalny („Dom Zakonny” lub "Dom Główny") o wymiarach 13 x 39 metrów. Budynek ten był podpiwniczony i powyżej miał cztery kondygnacje. Na parterze znajdowała się piekarnia, izba piekarza i browar. Na pierwszym piętrze znajdowały się najważniejsze pomieszczenia, takie m.in. jak refektarz, kaplica, komnata prokuratora. Na dwóch najwyższych kondygnacjach mieściły się magazyny. Ganek obronny obiegał cały Dom Główny.
Przy skrzydle południowo-zachodnim zbudowano piętrową kuchnię z magazynem żywności. W jej sąsiedztwie znajdowała się studnia. Dziedziniec był przedzielony biegnącym równolegle do Dom Głównego murem poprzecznym przez co dziedziniec był podzielony na dwie części. 
Wieża z bramą wjazdową została wzniesiona od strony północno-wschodniej. Przed bramą wjazdową wykopano fosę, nad którą przerzucono most zwodzony na łańcuchach. Warownia pozwalała zastosować do obrony broń palną, co było ówcześnie novum. W zamku na stałe przebywało od kilku do kilkunastu rycerzy zakonnych wraz z giermkami i knechtami. Pełna załoga zamku składała się z kilkudziesięciu osób.
W 1410 roku zamek został opanowany przez wojska Władysława Jagiełły i przekazany w lenno księciu słupskiemu Bogusławowi VIII za pomoc militarną podczas wojny z Zakonem. Zwrócono go Krzyżakom po I pokoju toruńskim (1411).
Zamek książąt pomorskich
Podczas wojny trzynastoletniej (1454–1466) zamek ponownie opanowały wojska polskie, po czym król Kazimierz Jagiellończyk oddał go w 1466 roku w lenno księciu pomorskiemu Erykowi II. Po 1500 roku otoczono warownię ziemnymi fortyfikacjami i okrągłymi bastejami mogącymi prowadzić ostrzał artyleryjski. W drugiej połowie XVI wieku zamek wszedł w posiadanie książąt pomorskich z dynastii Gryfitów, którzy w latach 1560–1570 wybudowali przy skrzydle południowo-wschodnim renesansowy „Dom Książęcy”. Przed bramą zamkową rozbudowano przedbramie i zwieńczono renesansowym szczytem. Przy kurtynie północno-wschodniej w roku 1623 zbudowano nowy budynek zwany „Domem Wdów”. Nowe domy, podobnie jak „Dom Zakonny”, wykorzystywały mury obwodowe zamku. Niewielkie zniszczenia przyniosła warowni wojna trzydziestoletnia (1618–1648). W 1637 roku po bezpotomnej śmierci Bogusława XIV, ostatniego księcia zachodniopomorskiego, zamek wraz z resztą ziemi bytowsko-lęborskiej został włączony do Królestwa Polskiego. Od tego czasu pełnił funkcję siedziby starosty królewskiego.

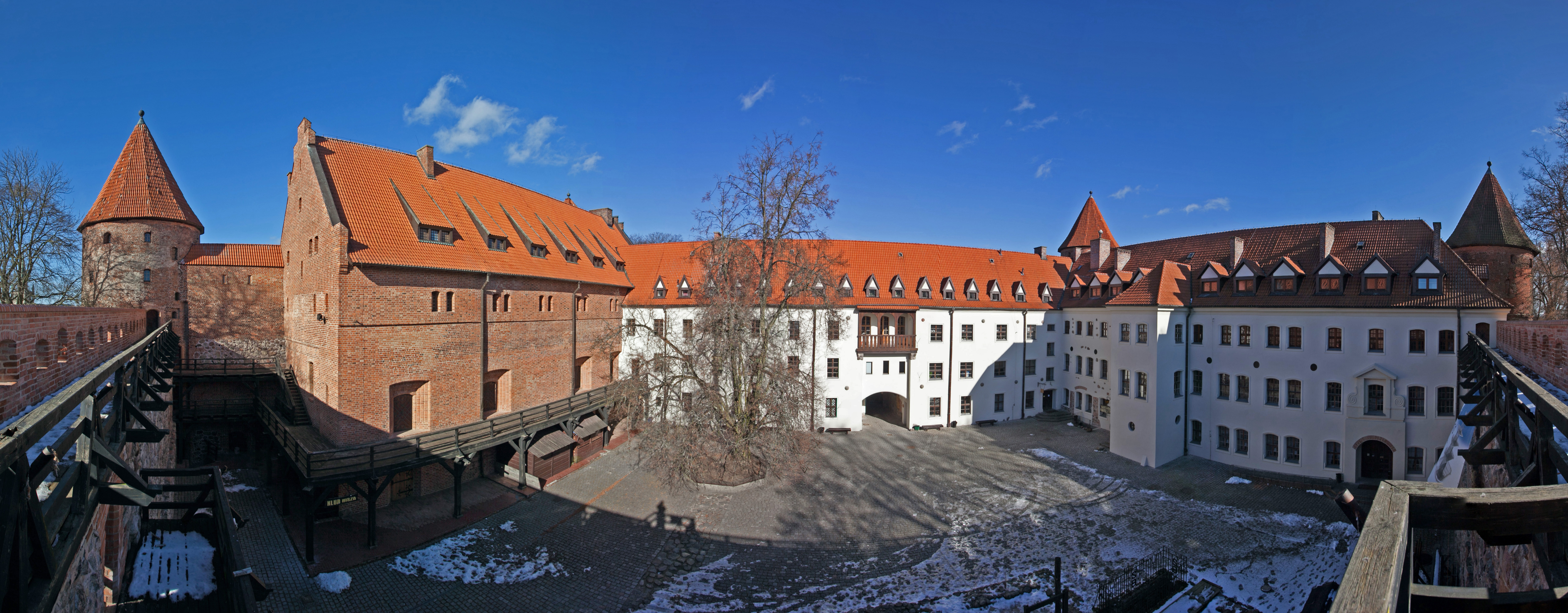
Dziedziniec zamku

W czasie wojny polsko-szwedzkiej (1655–1660) zburzona została Wieża Prochowa, a zamek spłonął i pozostały tylko mury zewnętrzne. W 1657 roku na mocy traktatów welawsko-bydgoskich zamek został przejęty przez Brandenburgię (od 1701 Królestwo Prus), mimo że formalnie było to lenno Polski. Po zniszczeniach częściowo został odbudowany przez elektora brandenburskiego Fryderyka Wilhelma I (pierwsza połowa XVIII wieku). W 1681 roku dobudowano przy północno-wschodnim murze (między bramą wjazdową a „Domem Książęcym”) budynek na potrzeby urzędu podatkowego i sądu. W XVIII wieku rozebrana została Kancelaria Książęca i Wieża Bramna, a most nad fosą zastąpiono groblą. Wykonano niwelację ziemnych wałów i bastionów. Po I rozbiorze Polski znalazł się pod zaborem pruskim. W XIX w. umieszczono w zamku sąd i pruskie więzienie. Pierwsze prace konserwatorskie przeprowadzono w latach 1930–1939. Odbudowano wówczas od podstaw Wieżę Prochową, przebudowano Wieżę Bramną, zrekonstruowano sklepienia w „Domu Zakonnym” oraz przeprowadzono remont „Domu Książęcego” i „Domu Wdów”. Po zakończeniu II wojny światowej w 1945 mieściło się w nim więzienie (obóz przejściowy) NKWD, w którym przetrzymywano mieszkańców okolicy. Ostatecznie zamek odbudowano z przerwami w latach 1957–1962 i 1969–1990, umieszczając w nim Muzeum Zachodniokaszubskie (w „Domu Zakonnym”) oraz hotel z restauracją (w „Domu Książęcym”) i bibliotekę (w „Domu Wdów”). W 1994 roku wybuchł pożar w Wieży Prochowej.

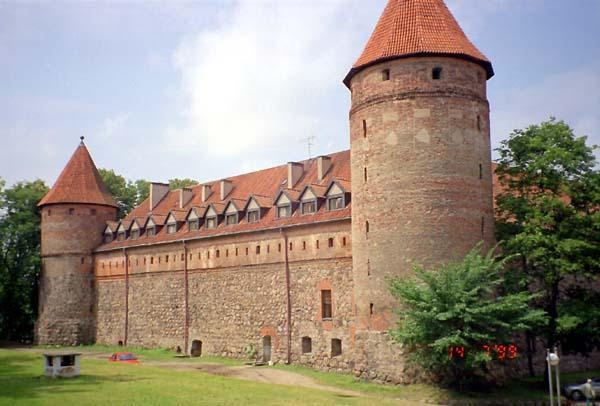
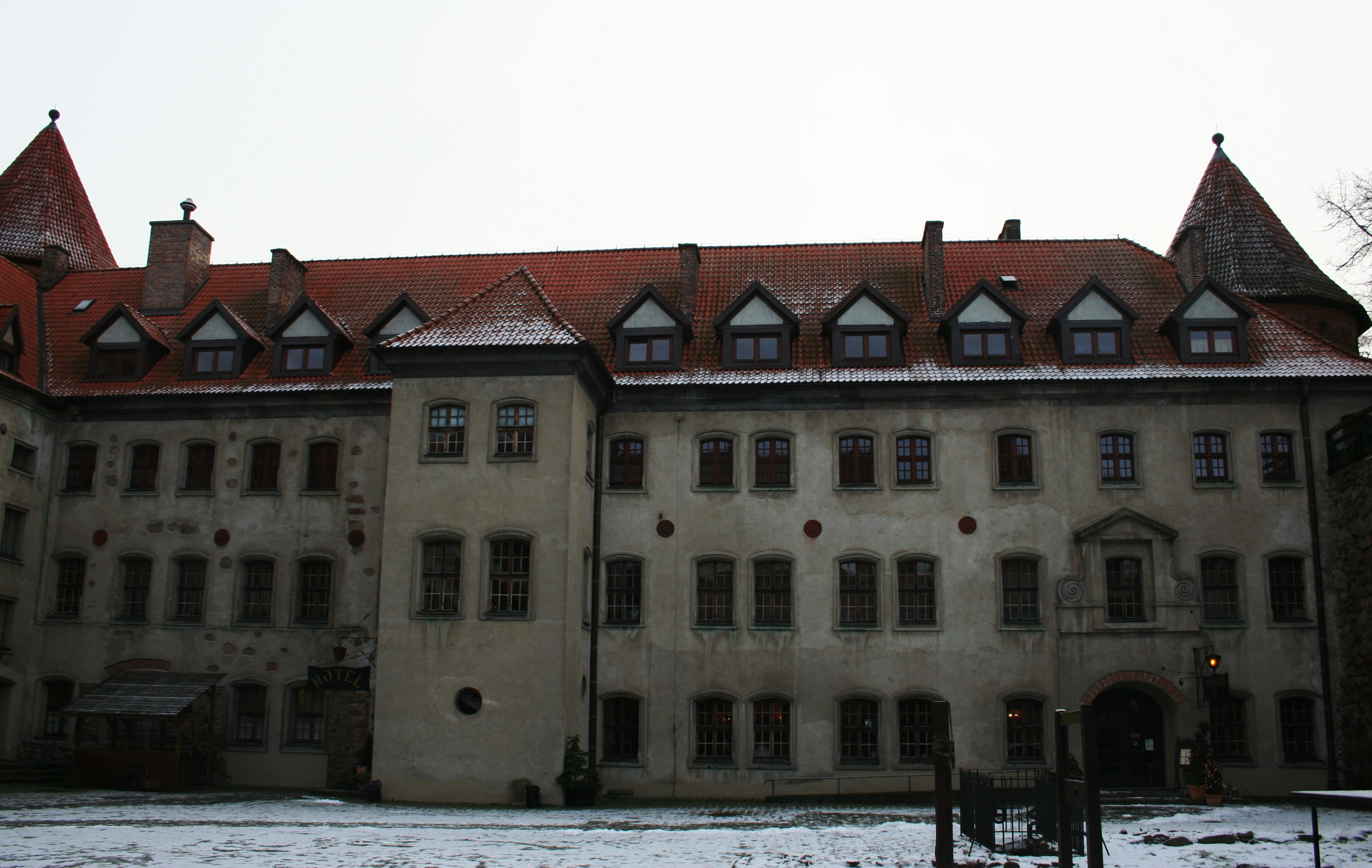
„Dom Książęcy” z lat 1560-1570
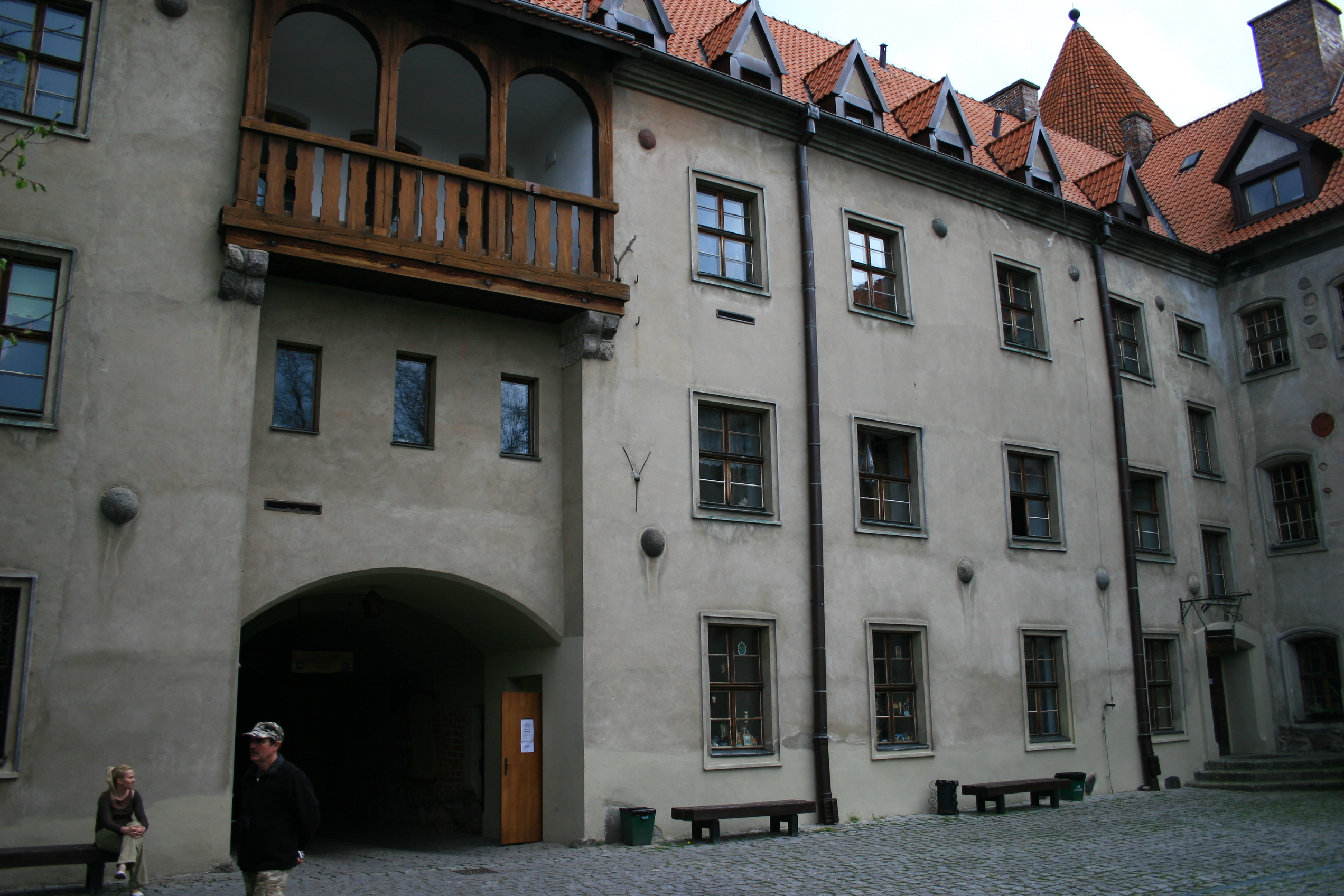
„Dom Wdów” z 1623
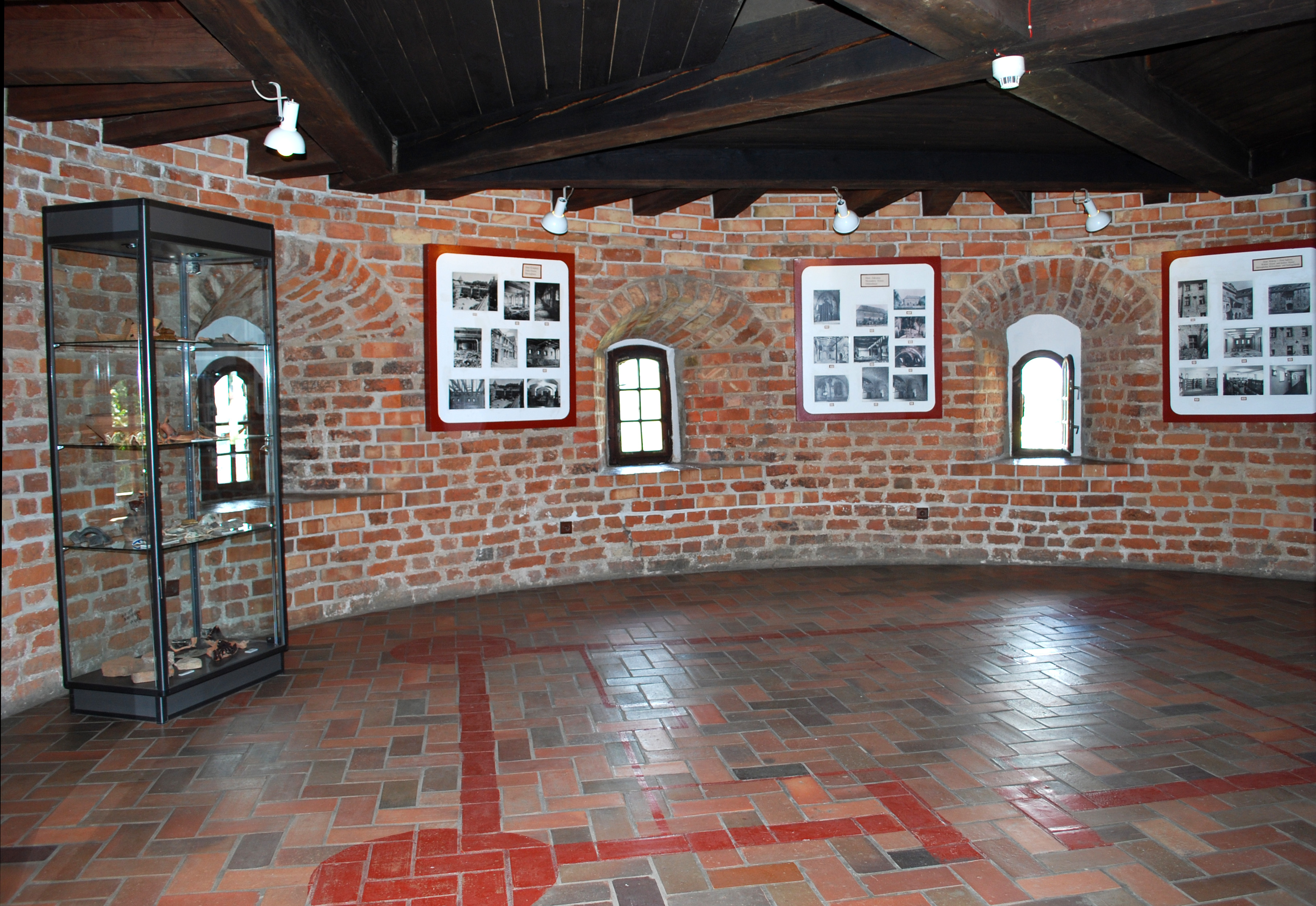
Wnętrze gotyckiej baszty
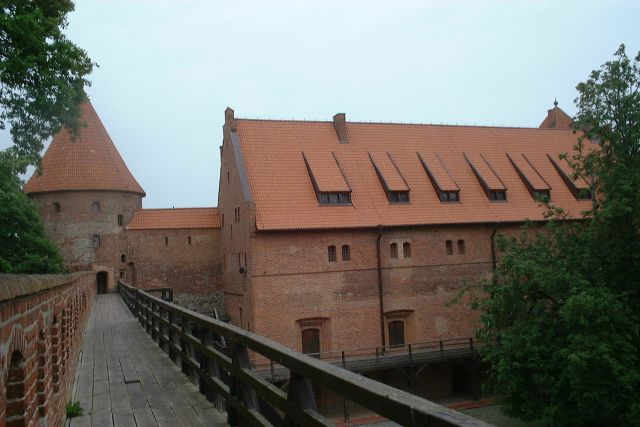
Gotycki „Dom Zakonny”
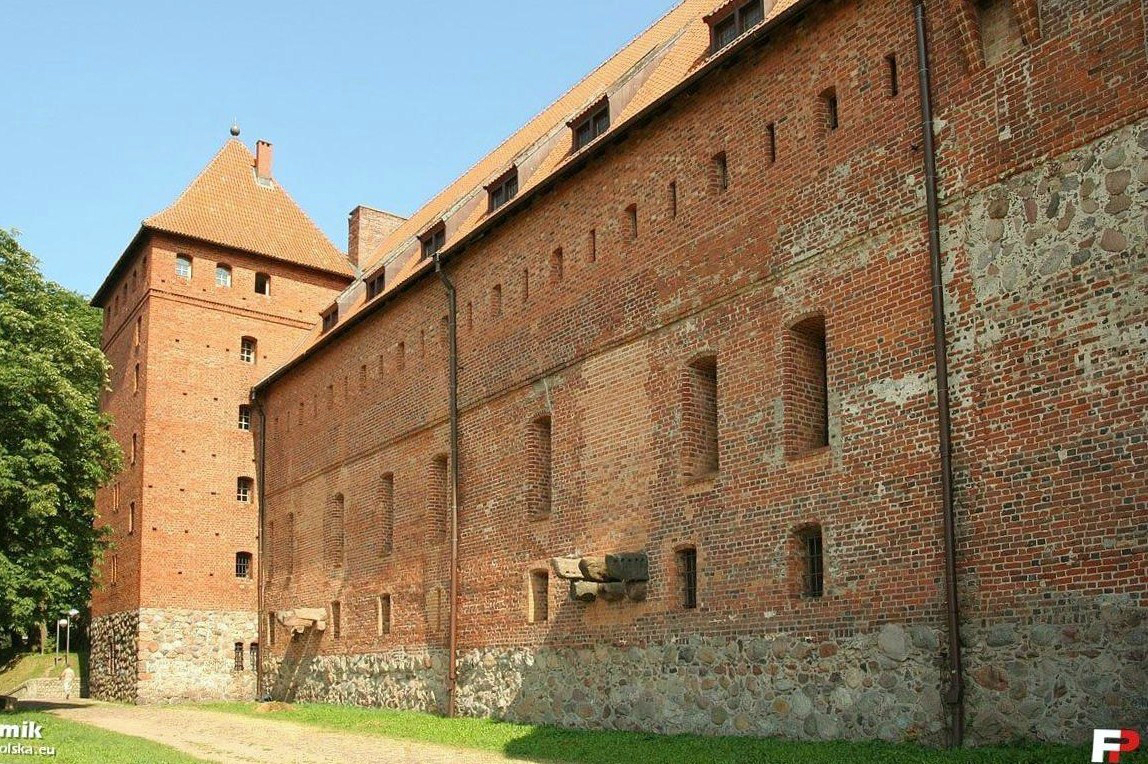
Zamurowane wykusze latrynowe „Domu Zakonnego”
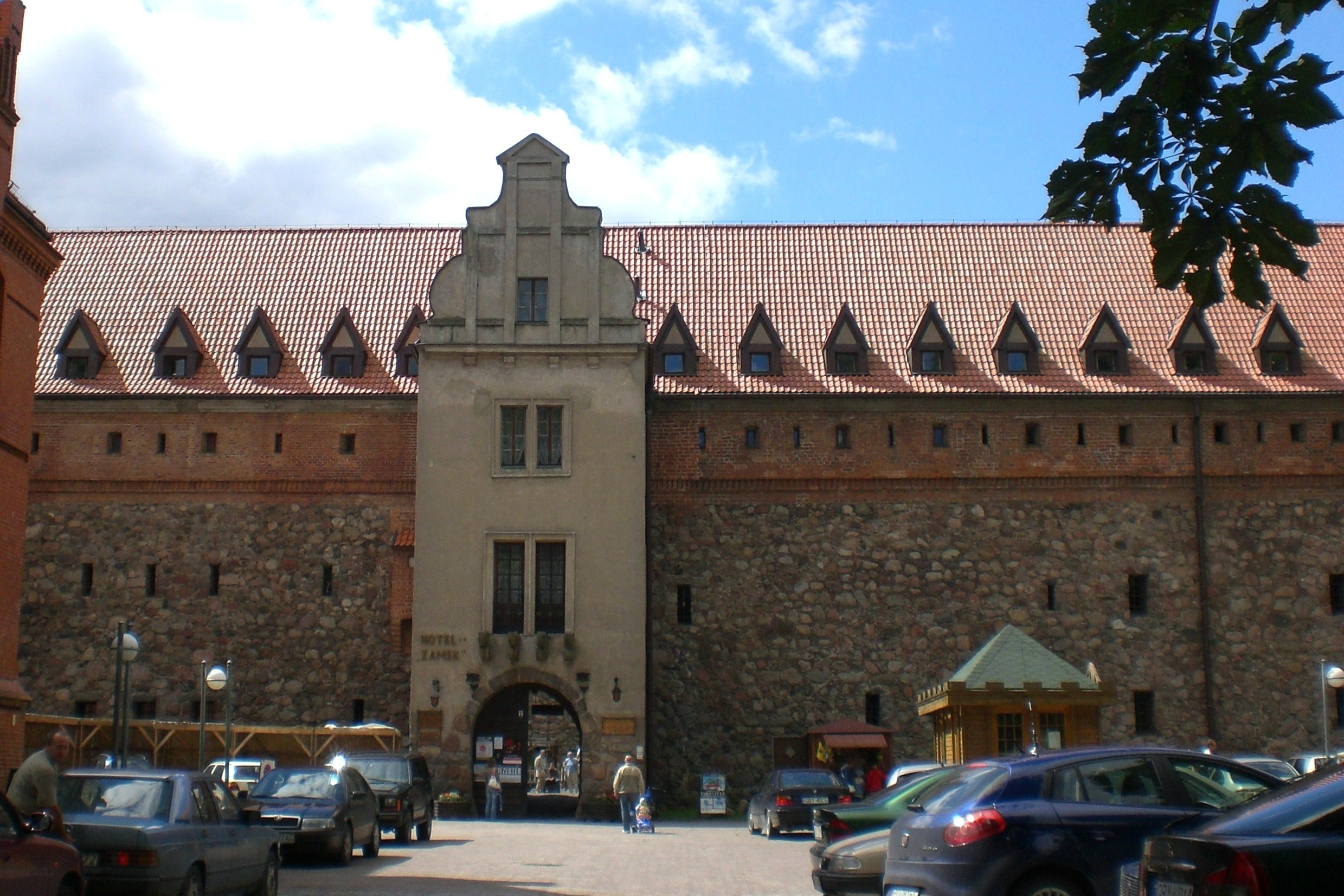
Brama wjazdowa, strona zewnętrzna
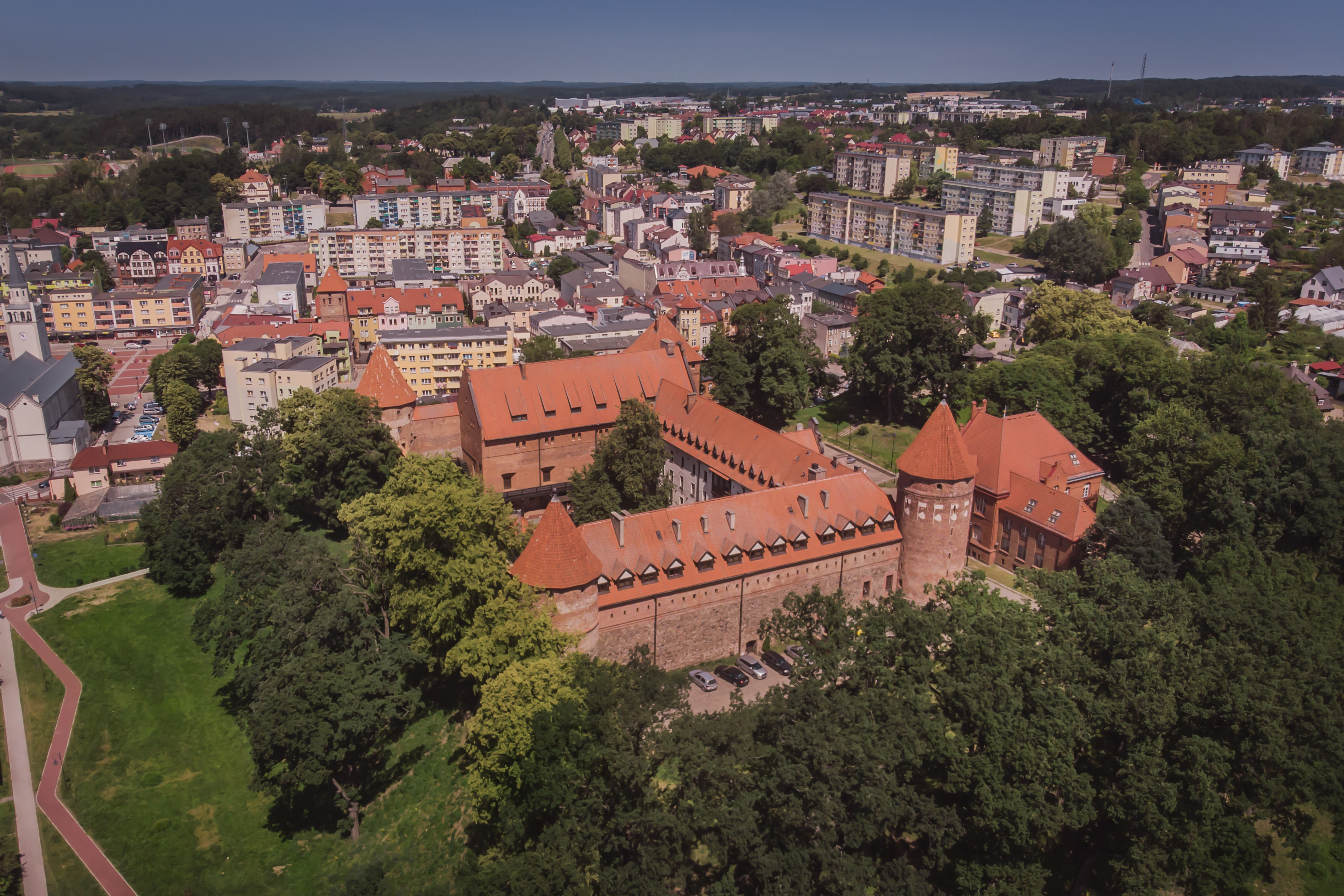
Panorama zamku
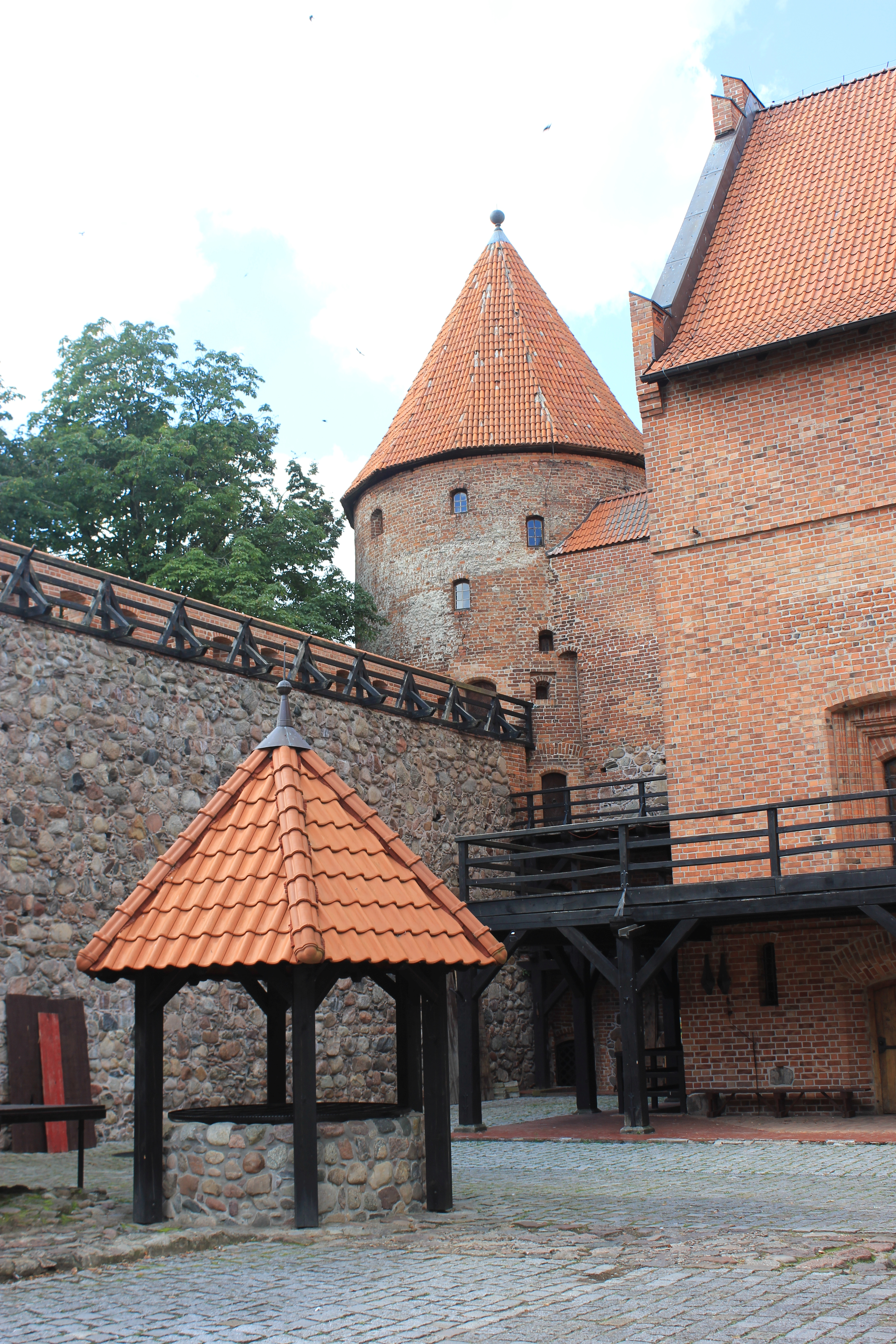
Studnia zamkowa